# Luca Cattaneo
Pour les articles homonymes, voir Cattaneo.
Luca Cattaneo (né le 24 juillet 1972 à Pontagna, une frazione de la commune de Temù, dans le haut Val Camonica, dans la province de Brescia, en Lombardie) est un skieur alpin italien.

## Palmarès

### Coupe du monde
- Meilleur classement final: 27e en 1999.
- Meilleur résultat: 2e.